# Service écosystémique
Ne doit pas être confondu avec Fonction écosystémique.
Les écosystèmes procurent de nombreux services dits services écologiques ou services écosystémiques. Certains étant vitaux pour de nombreuses espèces ou groupes d'espèces (comme la pollinisation), ils sont généralement classés comme bien commun et/ou bien public.

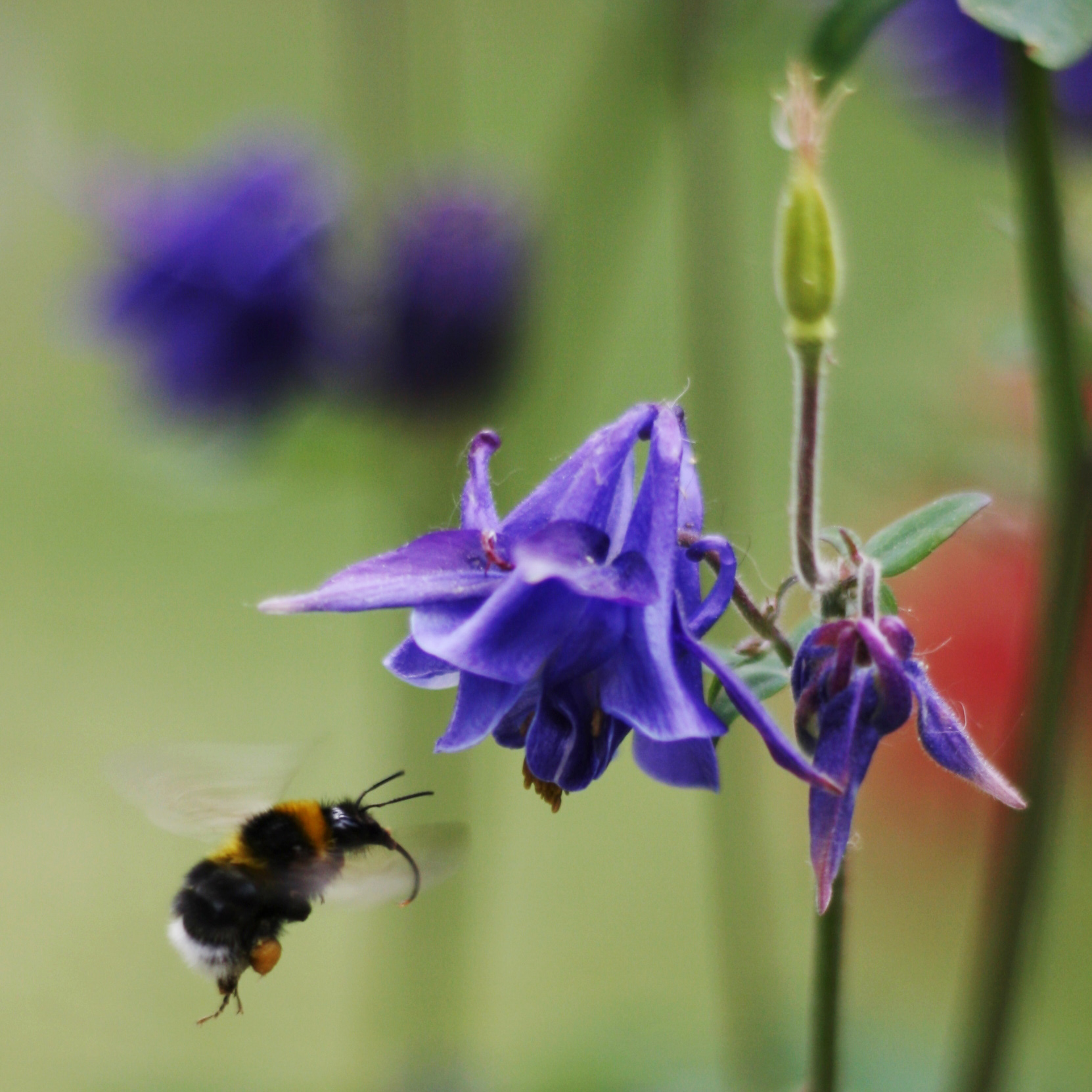
La pollinisation par les abeilles, bourdons, autres apidés, papillons et parfois oiseaux (colibri) ou certaines chauve-souris est un des nombreux exemples de service écosystémique. Elle est indispensable à la fructification de nombreuses espèces cultivées (dont arbres fruitiers) par l'Homme.

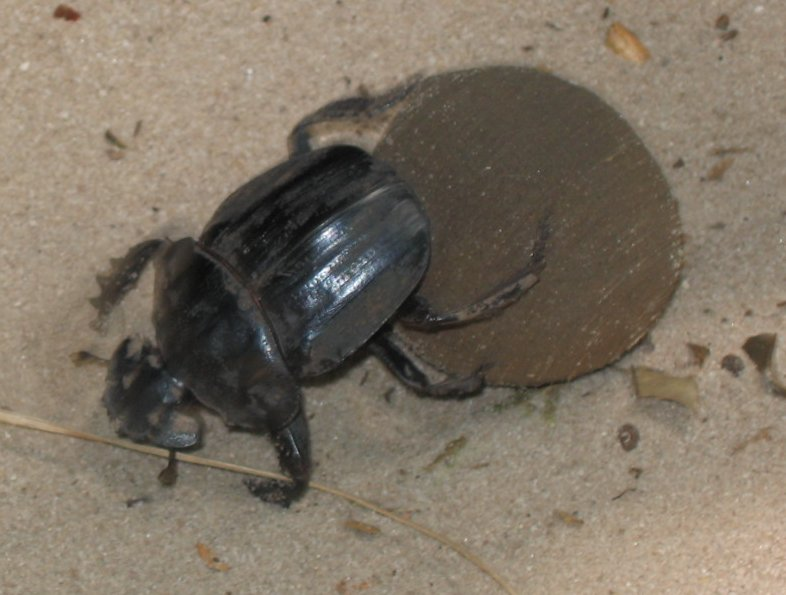
D'autres services rendus sont l'élimination des déchets et de la matière organique par les détritivores. Ce service est notamment assuré par les bousiers qui contribuent aussi à enrichir les sols, à les décolmater, et à la bonne germination de certaines plantes.

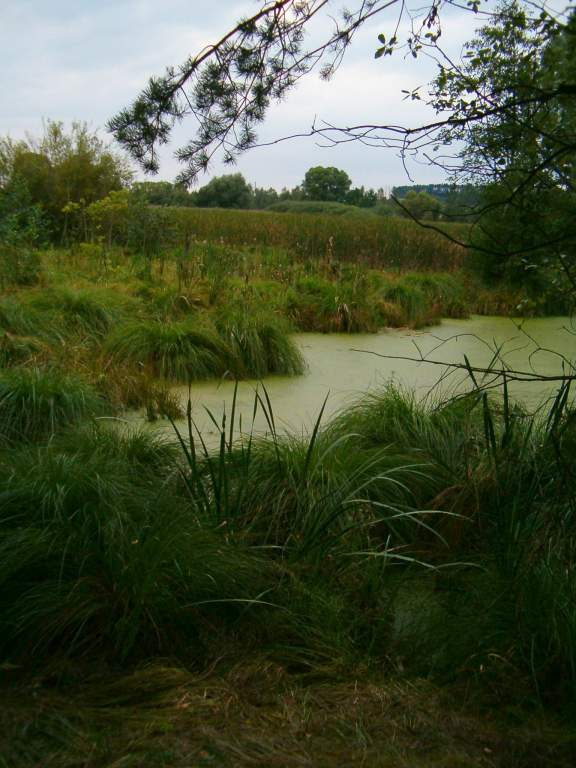
Les zones humides sont à la fois des stations d'épuration et de recharge des nappes pour la nature, des puits de carbone (très efficients pour les tourbières alcalines par exemple) et des sources de poisson, gibier et plantes utiles pour l'homme. Sur une faible partie du territoire, elles assurent de nombreuses autres fonctions écologiques et aménitaires importantes.

## Historique
Les notions d'évaluation (économique et parfois marchande) de la biodiversité et des services fournis par les écosystèmes, basées sur une vision anthropocentrée de la nature, ont émergé dans les années 1970-1990 avec notamment les travaux de Westman (1977), puis de Randall (1988), Pearce & Moran en 1994 et de Perrings (1995).
Elles ont pris une ampleur internationale avec l'Évaluation des écosystèmes pour le millénaire (2005), puis les objectifs d’Aichi, et nationale, dont en France via une « expertise collective » pilotée par l'Institut national de la recherche agronomique sur le thème agriculture-biodiversité, dans la stratégie nationale pour la biodiversité, ou encore dans un travail d'«évaluation de la biodiversité et des services liés aux écosystèmes» animé par B. Chevassus-au-Louis au Centre d'analyse stratégique et de premiers travaux sur la « valeur sociale » des parcs nationaux. Selon J.J.M. Salles, ces notions « suscitent encore un large débat, tant au sein de la communauté
scientifique, qu'auprès des décideurs publics susceptibles d'en utiliser les résultats ».
La notion de bon état écologique décrit la bonne santé d'un écosystème et garantit la quantité et la qualité des services fournis par lui tout en en dépendant.

## Éléments de définition

### Services versus Fonctions
La définition communément admise de services écosystémiques ou écologiques est celle de l'Évaluation des écosystèmes pour le millénaire (EM), qui dit que ce sont les bénéfices que les humains retirent des écosystèmes.
Il faut distinguer les « services » des « fonctions écologiques » qui les produisent : les fonctions écologiques sont les processus naturels de fonctionnement et de maintien des écosystèmes, alors que les services sont le résultat de ces fonctions.
Ces services sont par exemple la production de l'oxygène de l'air, l'épuration naturelle des eaux, la biomasse qui nourrit les animaux domestiqués, pêchés ou chassés, l'activité des pollinisateurs dans les cultures et celle des organismes qui produisent et entretiennent l'humus, la séquestration naturelle de carbone dans le bois, les sols, les mers et le sous-sol, ou encore le recyclage permanent des nutriments et de la nécromasse par les animaux, champignons et bactéries. On y inclut parfois les aménités environnementales offertes par la nature comme la beauté des paysages.

### Services rendus aux sociétés humaines
La stratégie nationale pour la biodiversité les définit comme « Utilisation par l’homme des fonctions écologiques de certains écosystèmes, à travers des usages et une réglementation qui encadrent cette utilisation. Par souci de simplicité, on dit que les écosystèmes « rendent » ou « produisent » des services ». Toutefois, pour qu'une fonction écologique soit qualifiée de « service »  celui-ci doit être reconnu comme tel. Autrement dit la société doit reconnaitre l’utilité de la fonction écologique pour le bien-être humain pour que cette fonction devienne un service.
Les moyens d'apprécier et de quantitativement mesurer ces services qui sont souvent holistiques, diffus ou liés à des réseaux écologiques et complexes sont encore en débat, mais de nombreuses expériences ou tentatives de mesures ont lieu depuis la fin du XXe siècle, en particulier dans le domaine des ressources en eau, des forêts, du cycle du carbone et des puits de carbone.

## Types de services écosystémiques

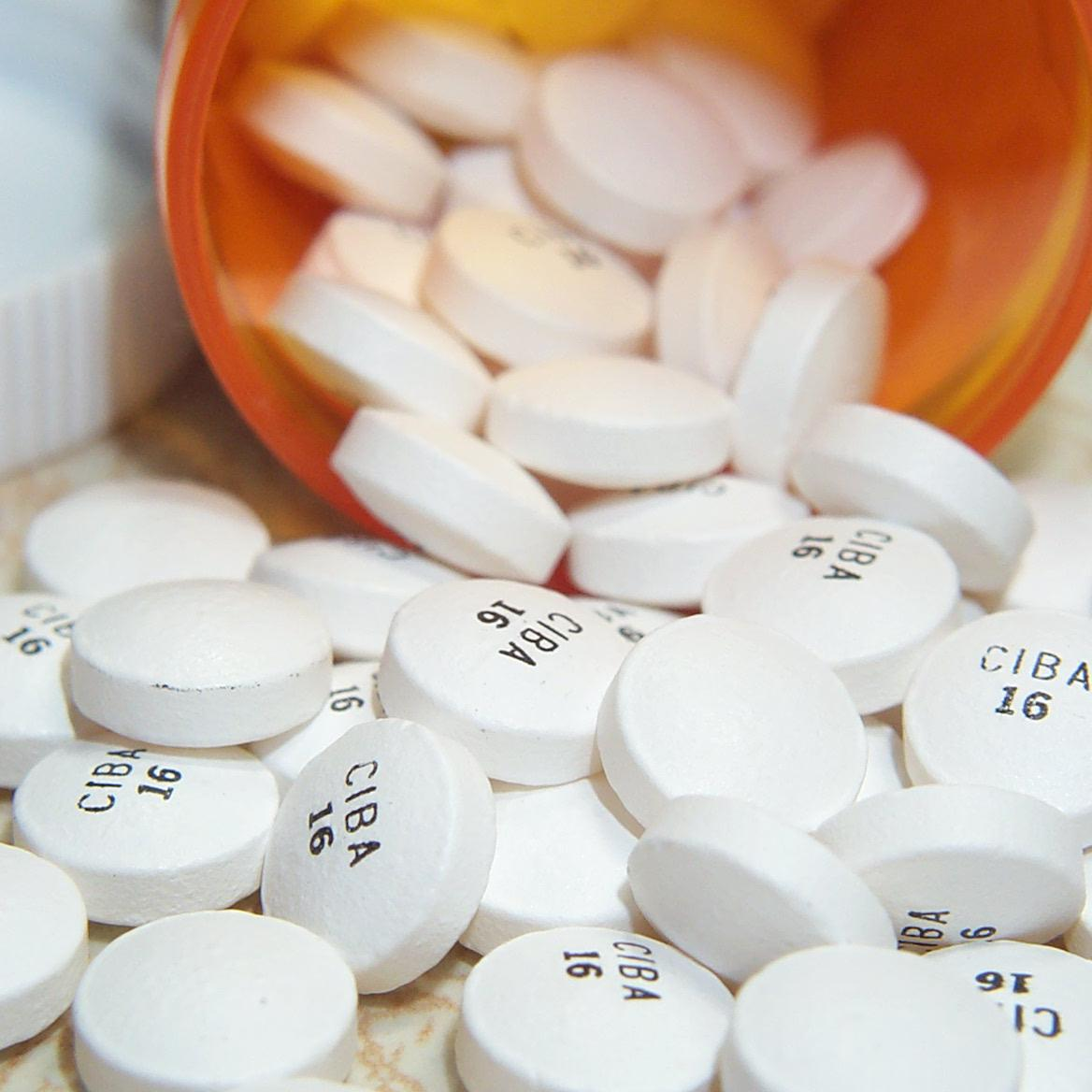
L'industrie pharmaceutique tire ses ressources de la biodiversité : son chiffre d’affaires était en 1997 compris entre 75 et 150 milliards de dollars rien qu'aux États-Unis, où 10 des 25 médicaments les plus vendus sont extraits d'organismes vivant

Les services écosystémiques représentent les bénéfices offerts aux sociétés humaines par les écosystèmes. L’Évaluation des écosystèmes pour le millénaire distingue quatre catégories de services :  les services d’approvisionnement, les services de régulation, les services de soutien, et les services culturels.

### Services d'approvisionnement
Les services d'approvisionnement sont les produits tangibles tirés des écosystèmes, comme la nourriture, les combustibles, les matériaux ou les médicaments de santé humaine et vétérinaire (des centaines d'espèces de plantes médicinales, souvent en régression ou menacées d'extinction, synthétisent des molécules qui sont la base de plus de 50 % de tous les médicaments sous ordonnance (Hawkins, 2008) dont 10 parmi les 25 médicaments les plus vendus aux États-Unis; et selon 42 % des anticancéreux sont naturels et 34 % semi-naturels ; parmi les 30 000 espèces de végétaux supérieures de Chine, 5 000 sont des plantes médicinales).

### Services de régulation
Les services de régulation sont les avantages intangibles assurés par le bon fonctionnement des écosystèmes, comme la régulation du climat, la régulation des inondations, la pollinisation ou une diminution du risque de pullulation de pathogènes (pour l'agriculture et la santé humaine, car , les organismes pathogènes feraient en effet plus de ravages lorsque le nombre d’espèces décroît dans le milieu).

### Services socioculturels
Les services socioculturels représentent les apports non-matériels de la biodiversité, obtenus à travers la relation qu'entretient l'Homme avec la nature. Proche du concept d'aménité, ces services renvoient aux aspects esthétiques, spirituels, récréatifs, éducatifs qu'apporte la nature ou encore la source d'inspiration qu'elle représente pour les sociétés humaines.

### Services de soutien ou services de support
Les services de soutien ou services de support sont ceux nécessaires à la production de tous les autres services, assurant le bon fonctionnement de la biosphère. Leurs effets touchent indirectement les êtres humains et sont perceptibles sur le long terme. Ces services comprennent par exemple les grands cycles biogéochimiques (de l'eau, du carbone…), la formation des sols ou la production primaire.
La dépendance des sociétés humaines, et de toute vie sur Terre, à ces services écosystémiques démontre que le bien-être humain est indissociable de la santé des écosystèmes. Les huit Objectifs du millénaire pour le développement (OMD) fixés par l'ONU en 2000, qui visent à améliorer considérablement la condition humaine, soulignent bien les relations existant entre le développement humain et les services écosystémiques.

## Notion de fonctions et de fonctionnalités écologiques

### Définitions et généralités
Depuis les années 1990, dans le domaine de l'évaluation environnementale, on considère généralement, que les fonctions écologiques sont les processus biologiques de fonctionnement, d'auto-entretien et de résilience qui maintiennent les écosystèmes en leur permettant d'évoluer (équilibre dynamique). Ces fonctions incluent les services écosystémiques en tant que processus biologiques produisant des bénéfices retirés par l'Homme. Ces notions sont plus ou moins relatives selon qu'on considère les bénéfices directs ou indirects. On cherche parfois à évaluer la valeur de ses fonctions pour les hiérarchiser, notamment dans le domaine de l'eau,.

### Multifonctionnalité des écosystèmes

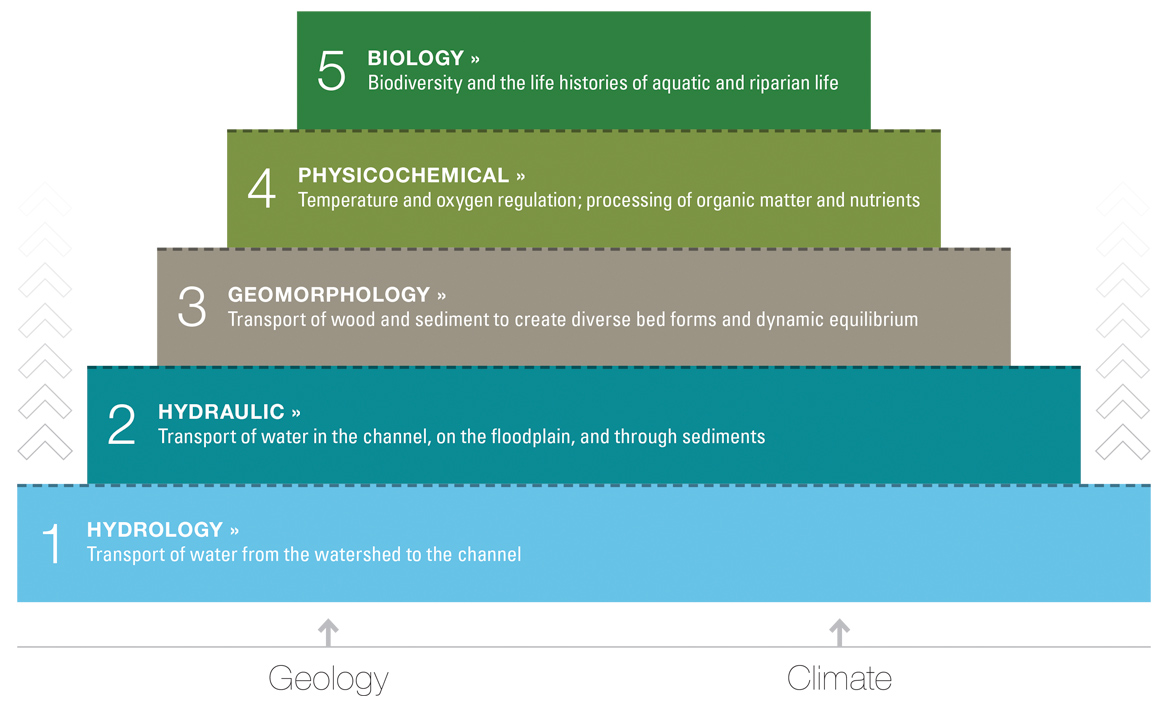
Les fonctions écologiques des cours d'eau sont parfois regroupées et hiérarchisées.

La multifonctionnalité des écosystèmes est définie comme l'ensemble des fonctions et des services écosystémiques réalisés simultanément et en interaction au sein d'un écosystème. Cette vision intégrative permet de mieux comprendre comment s’organisent les écosystèmes pour fournir des services écosystémiques,,.
La multifonctionnalité de services correspond aux bénéfices que l’Homme peut tirer des différents systèmes naturels : ils peuvent être d’ordre d’approvisionnement, de soutien, de culture ou de bien régulateur.
Les services écosystémiques dépendent de la modulation du paysage par l’Homme : les surfaces utilisées pour l’agriculture, les forêts, les prairies, les zones humides et le développement. Dans certains cas, l’usage des sols participerait de manière 4 fois plus importante que la biodiversité à la multifonctionnalité des écosystèmes, ce pourquoi il est important de l’étudier. Pour autant, la biodiversité garde une part importante dans la valorisation de la multifonctionnalité dont les effets dépendent de nombreux facteurs et peuvent varier d’un milieu à un autre ,,. Globalement, les études ont montré à de multiples reprises que la biodiversité influe positivement sur la multifonctionnalité ; c'est-à-dire que les performances des fonctions réalisées simultanément dans les écosystèmes semblent augmenter avec la diversité présente ,,.
Un service est donné à partir d’une fonction ou de la somme de plusieurs fonctions telles que la structure et la composition du sol, les interactions biologiques, l’écoulement et la rétention de l’eau, l’érosion, etc.
L’agriculture rend un service d’approvisionnement par la formation de nourriture, fibres ou plus récemment de biocarburant. Elle fonctionne seulement si la qualité du sol, les cycles biogéochimiques, les interactions plantes-organismes fonctionnent correctement afin d’assurer une qualité du sol suffisante pour la productivité.
Les services écosystémiques peuvent varier en fonction du bénéficiaire. Pour illustrer cela, prenons le cas d’un pré dont les fonctions sont la qualité de l’eau, le taux de production à partir du bétail et la quantité de carbone qui peut être stockée. Il existe une relation entre ces fonctions et les bénéfices, dépendant du type de management, intensif ou extensif : une agriculture extensive fournira une meilleure qualité d’eau, stockera davantage de carbone mais produira moins de viande. À partir de cela, l’agence de protection environnementale calcule les bénéfices apportés par les deux types de management et conclut un meilleur service rendu par la production extensive alors que l’agriculteur conclura un plus grand bénéfice avec un système intensif. Un même écosystème peut donc être avantageux ou non selon le point de vue pris.
Pour assurer ces services, il faut que les fonctions des écosystèmes soient préservées, or, depuis les années 1970-1980, l’Homme a accaparé le fonctionnement des différents écosystèmes, il en résulte une fragmentation des habitats, une réduction de la biodiversité et un réchauffement climatique global. Ces phénomènes altèrent les interactions entre les organismes et se répercutent sur la stabilité des écosystèmes et leur fonctionnalité et donc sur la qualité des services rendus à l’Homme lui-même.
De nombreuses études tendent à montrer qu’il n’est pas possible d’exploiter à son optimum la totalité des services qu’un écosystème serait capable de rendre; interviennent donc les notions de compromis (en anglais trade-off) et de synergie écosystémique entre les fonctions de services,.
La notion de compromis (trade-off) vient du domaine de l’économie théorique et dépeint l’idée que le gain d’une qualité ou d’un aspect (ici un service écosystémique) implique la perte d’une autre qualité ou aspect (un autre service écosystémique).
Dans une étude de Constance Fastré & al., les compromis écosystémiques sont polarisés entre les services rendus par les fonctions dans une politique de conservation de l’écosystème et les services rendus par l’exploitation du même écosystème, au profit de l’agriculture et de l’homme. Il existe un phénomène de compromis entre la conservation de la biodiversité, qui fournit un groupe de fonctions de services en synergies (des services de qualité de l’air, de stabilisation des sols et d’équilibre et dépollution hydrique), et la prestations de services agro-écosystémiques (l’approvisionnement, la régulation, le support et la culture). En résumé, un ensemble de fonctions en synergie est incompatible avec un autre groupe de fonctions. Il existe des compromis entre ces groupes de fonctions.
Ces notions de compromis et synergies sont centrales dans la décision des stratégies de gestion de ces écosystèmes.

## Évaluation
« On ne gère bien que ce qu'on mesure. »

— Adage omniprésent dans les discours managériaux
Selon les hypothèses sur lesquelles se basent les outils d'évaluation (hypothèses contestables scientifiquement ou socialement car reposant sur une perspective anthropocentrée de l'évaluation, sur l'adoption d'une approche réductionniste ou systémique, sur l'acceptabilité des compromis faits entre les différents enjeux de durabilité, et induisant une logique de valorisation de la nature), il existe trois grandes catégories d'approches évaluatives des écosystèmes et des services écosystémiques (en) : les évaluations biophysiques, les évaluations monétaires et les évaluations basées sur des indicateurs composites. Ces outils d'aide à la décision reposent sur plusieurs méthodes développées dans les années 1990, et surtout depuis le début du XXIe siècle avec l'essor des sciences de la durabilité (en).

### Valeur économique de ces services
Il est très difficile voire impossible de donner une valeur marchande et monétarisée des services fournis par les écosystèmes (prix de la nature) car d'une part la monétarisation est basée sur des critères en partie subjectifs et d'autre part car ces services sont souvent intriqués au sein d'un écosystème, qui lui-même dépend d'autres écosystèmes et du bon état de la biosphère. Cependant une valeur économique (valeur pour l'économie) est souvent citée et fait l'objet de nombreuses recherches.
Selon une étude, la valeur de l'activité pollinisatrice des insectes (abeilles surtout) a été d'environ 153 milliards d'euros en 2005, rien qu'en considérant les principales cultures dont l'homme se nourrit. La valeur de ce service « gratuitement » rendu par la biodiversité correspond à 9,5 % de la valeur de toute la production alimentaire de la planète. D'autres estiment que les services globalement rendus par la biodiversité (alimentation et fourniture renouvelée d'oxygène en particulier) tendent simplement vers l'infini. De nombreuses études ont porté sur la valeur des services rendus par la biodiversité ou les zones humides pour l'eau potable et le cycle de l'eau, par exemple pour le marais de Guînes. Citons également, une étude menée en 2009 par des économistes de l'Irstea sur les méthodes d'évaluation économique de la biodiversité dans les forêts tempérées qui a fait l’objet de la rédaction d'un guide à destination des gestionnaires forestiers. En 2014, Costanza et al. estiment la valeur de 17 services écosystémiques à l'échelle mondiale entre 125 000 et 145 000 milliards de dollars (pour un PNB mondial de 60 000 milliards de dollars). En 2018, le Rapport Planète Vivante estime la valeur des services rendus par la nature pour l'air, l'eau et l’alimentation à 125 000 milliards de dollars par an, soit davantage que le PIB mondial (80 000 milliards par an).
Une des difficultés pour la mesure de la valeur de la biodiversité et des services rendus par les écosystèmes est qu'une grande partie de cette valeur n'est pas directement marchande, mais relative à la résilience écologique et au potentiel écologique, en grande partie inconnus, car cachés dans le vivant (de l'échelle génomique à celle des grands réseaux écologiques) et parce qu'elle ne s'exprimerait qu'à certaines conditions (réchauffement ou refroidissement climatique, épidémies, modifications importantes des milieux, etc. conditions non-modélisables en laboratoire).

Cet écopotentiel, et ses limites sont inconnus. De même mesure-t-on mal le potentiel de réapparition d'une espèce quand elle a été éliminée d'une zone géographique où elle était présente et jouait un rôle écologique important. Néanmoins, de premières études tendent à prendre les écopotentialités en compte (par exemple dans la écocartographie de la Trame verte et bleue dans le nord de la France.

### À l'échelle mondiale
Ces services ainsi que l'état des écosystèmes ont fait l'objet d'une première évaluation globale mondiale par l'ONU, dite :  Évaluation des écosystèmes pour le millénaire. Un nombre croissant d'indicateurs sont proposés pour suivre l'état et la structure des écosystèmes, les pressions anthropiques et les réponses des communautés animales, végétales, fongiques et microbiennes, notamment pour mesurer le chemin à parcourir pour atteindre l'objectif de stopper la perte de biodiversité, si ce n'est celui de préserver l'écopotentialité ou d'atteindre la restauration du « bon état écologique ».
La valeur « utile » de ces services peut être évaluée localement ou globalement :
- par type de service (ex. : puits de carbone, production alimentaire) ;
- ou par type d'écosystèmes, de milieux ou d'infrastructures écologiques (ex. : services rendus par les forêts[45], les zones humides, les haies, les différents types de corridors et réseaux écologiques, etc. 
Depuis les années 1990 certaines économistes tentent de quantifier leur valeur économique.

### En Europe
Les notions de Biens et services écosystémiques sont adoptées et défendues par la Commission Européenne, qui a en 2014 proposé un nouveau mode de cartographie des infrastructures verte européennes en lien avec leur valeur en termes de fourniture de services écosystémiques. L'AEE estime en 2014 que l'infrastructure verte couvre environ 1/4 de l'UE, mais inégalement répartie.

### En France
La conférence « Au-delà du PIB » de l'Union européenne (novembre 2007) a encouragé, notamment via la Commission Stiglitz-Sen-Fitoussi (créée en janvier 2008) une nouvelle mesure du progrès incluant l'économie, mais aussi le bien-être et la soutenabilité du développement.

#### Stratégie
La nouvelle stratégie nationale pour la biodiversité reconnait (p. 13) 43 services écosystémiques rendus par la biodiversité identifiée dans la patrimoine naturel « national ».

#### Rapport
Un rapport sur « l’économie de la biodiversité et des services liés aux écosystèmes » a été rédigé par le Centre d’Analyse Stratégique (CAS), présenté le 29 avril 2009 par Bernard Chevassus-au-Louis (président du Groupe de travail du CAS). Ce rapport contient une synthèse critique des méthodes utilisables pour estimer des valeurs économiques de la biodiversité et des services écosystémiques, et des exemples de méthodes applicables aux écosystèmes présents en France pour produire des « valeurs de référence » utilisables pour évaluer les investissements publics, y compris des points de vue socio-économiques.
Ce rapport différentie la biodiversité « remarquable » et « générale » ou « ordinaire ». Ce rapport propose une valeur moyenne de référence à accorder aux écosystèmes forestiers métropolitains, de 970 €/hectare/an (soit environ 35 000€/ha en valeur totale actualisée en 2009), avec une fourchette variant de 500 à 2,000 €/ha/an (ces chiffres sont donnés a minima et varient selon, notamment, l'usage récréatif ou touristique et le mode de gestion de l’écosystème. 600 €/ha/an est serait la valeur de référence des prairies extensives. L'évaluation monétarisée des services non marchands rendus par la forêt métropolitaine (fixation du CO2, services récréatifs) a montré que la fourniture de bois n'était pas de ce point de vue le plus important des services rendus par la forêt. À la suite des travaux du CAS, ce type d’approche devrait s'étendre à d'autres écosystèmes.

#### Projet EFESE
Un projet d'évaluation française des écosystèmes et des services écosystémiques (EFESE) a été lancé en 2012 par le Ministère de l'écologie (MEDDE). Pour sa partie agricole, cette sorte de « MAE » français a été faite par L'INRA, avec l'appui de son programme EcoSerV (Services rendus par les écosystèmes) lancé en 2013, en lien avec la plateforme IPBES et avec les travaux du groupe MAES (Mapping and Assessment of Ecosystems and their Services) de la Commission européenne, et en s'appuyant sur un réseau de jeunes chercheurs.
La Fondation pour la recherche sur la biodiversité (FRB) est missionnée par le MEDDE comme garante de la crédibilité scientifique et méthodologique des travaux de l'EFESE, via un Conseil scientifique et technique constitué pour ce projet. L'INRA a dans ce cadre évalué 14 services écosystémiques jugés particulièrement pertinents pour les agroécosystèmes (en distinguant les bénéfices pour l'agriculteur, et pour la société (ex : régulation du climat via l’atténuation des GES et le stockage du carbone), et l’agriculteur (ex : pollinisation, production bactérienne et symbiotique d'azote pour les cultures... ). L'INRA par exemple à cette occasion montré pour les 8 principales grandes cultures française, 40 à 50 % des besoins annuels des plantes en intrants sont déjà fournis par le service écosystémique (avec 60 % des valeurs situées entre 40 et 44 %, ce qui signifie que « Dans tous les cas, ces résultats montrent qu’on pourrait limiter les apports en engrais minéraux actuellement effectués ». Cette étude était centrée sur les productions végétales (primaires) et non sur l’élevage (secondaires), et elle n'a pas pris en compte l'agriculture bio ou des alternatives telles que l'agriculture sans labour. 
L'une des conclusions des auteurs est qu'il est essentiel de d'abord évaluer les aspects biophysique et de qualité des services écosystémiques avant de tenter une évaluation économique qui et toujours délicate d'autant que « les résultats obtenus service par service ne peuvent être additionnés les uns aux autres, chacun ayant pour référence un état initial différent ». Une évaluation  par « bouquets de services » a cherché à identifier les services dont les niveaux de fourniture convergent ou s’opposent, mais les interactions entre services sont encore mal comprises. Certains causes communes déterminent plusieurs services : ainsi la variété et l'abondance des diversité des auxiliaires des cultures améliore 3 services écosystémiques : pollinisation, régulation des graines d’adventices, régulation des insectes ravageurs. Les résultats et le système d’information issus de ce travail alimenteront d'autres études complémentaires (dont le programme fédérateur de recherche EcoSerV et plusieurs thèses.

### Indicateurs
Sur la base de l'Évaluation des écosystèmes pour le millénaire (Millennium Ecosystems Assessment), l'Institut français de l'environnement (IFEN) a en France, retenu les indicateurs suivants :

#### Services culturels
- variation du nombre d'espèces (diversité spécifique),
- variation d'abondance des populations (« listes rouges »),
  - variation d'abondance d'espèces particulières (emblématiques, cynégétiques, endémiques, entités vivantes sacrées, etc.),

#### Services de régulation
- variation de l'abondance relative de groupes fonctionnels,
- variation de l'abondance relative des groupes spécialistes,

#### Services d'auto-production
- variation de l'abondance relative des espèces « clé de voûte » (ours, tigre, lion, loup, lynx, etc.) et « ingénieur » (castor par exemple),

#### Services de prélèvement
- variation de l'’abondance relative des espèces utilisées par l’homme,
- variation de l'indice de niveau trophique moyen des espèces prélevées,

- homogénéisation biotique de la biodiversité[57],[58] :
  - variation de l'Indice de Spécialisation des Communautés (abondance des espèces spécialistes/abondance des espèces généralistes),

#### Changement global
- variation de la distribution spatiale et altitudinale des espèces (oiseaux, poissons, chênes verts, tiques, virus, etc.).

## Limites pour la gestion de la biodiversité
L'INRAE note en conclusion de sa participation au projet EFESE que l'approche « services écosystémiques » ne doit pas être le seul outil mobilisé pour gérer des écosystèmes. En effet, les espèces emblématiques pour le grand public ne sont pas nécessairement celles qui fournissent le plus de services, mais elles doivent aussi être préservées par des mesures adéquates de gestion. Pour l'agriculture, l'INRAE recommande une triple approche : évaluation des services écosystémiques, connaissance de la biodiversité emblématique, et diminution de l’impact des pratiques agricoles.

## Typologie
1. Services d'approvisionnement (ex. : air respirable, eau douce (eau potable, irrigation, pêche, aquaculture, tourisme...), sol, nourriture, fibres, molécules utiles, ressources génétiques).
2. Services de régulation, liés aux processus des écosystèmes (ex. : contrôle de l'érosion, protection contre les inondations et autres risques naturels[14], inertie climatique).
3. Services culturels et aménités (ex. : bénéfices spirituels, récréatifs, culturels, esthétiques, scientifiques, pédagogiques).
4. Services de soutien aux conditions favorables à la vie sur Terre : cycle des éléments nutritifs, oligoéléments, métaux toxiques, cycle du carbone. Ce sont les services nécessaires à la production de tous les autres services : production de dioxygène atmosphérique et solubilisé dans les eaux, production de biomasse et recyclage de la nécromasse, formation et rétention des sols et des humus, offre en habitats naturels, etc.
5. Puits de carbone (forêts, prairies, sols, océans, récifs coralliens, etc.).
6. Services ontogéniques.

## Paiements pour services environnementaux (PSE) ou paiements pour préservation des services écosystémiques (PPSE)
Ce sont deux dispositifs basés sur une certaine intégration de la biodiversité dans l'économie.

### Les PSE (Paiements pour services environnementaux)
Ces PSE qui sont une des formes de la « mise en politique » de la notion de services écosystémique,,, et de remise en relation du global au local et inversement pourraient évoluer vers les PPSE (plus clairs, justes et cohérents puisqu'en réalité le service écosystémique n'est pas fourni par l'homme mais par la nature ; ex. : l'agriculteur n'est pas producteur d'eau potable mais et tandis que la préservation d'un service écosystémique peut être conservé comme un service rendu à l'humanité et à la nature dont l'humanité dépend) sont des transactions (volontaires en France) entre des fournisseurs de services écosystémiques et des bénéficiaires de ces services » qui renvoient aux usages pouvant être faits de la nature et des ressources naturelles. Ainsi l'agglomération de New York a-t-elle décidé de payer certains acteurs en échange d'un changement de leurs pratiques pour réduire certaines pollutions (agricoles, forestières et domestiques) sur les bassins hydrographiques des Catskills et du Delaware qui fournissent l'eau potable de New York, ce qui tout en coûtant moins cher que la construction d'une usine d'épuration contribuera aussi à une amélioration générale de l'environnement.

#### Enjeux
Une distinction est souvent faite entre les enjeux liés aux cycles de l'eau et sylvicoles, à l'agriculture, ceux plus largement liés à biodiversité, et enfin ceux plus aménitaires, procurés par les paysages, autour de la notion de fonction écosystémique dont les vertus unificatrices et de mise en cohérence ont été identifiées dès les années 1980 (une première classification a été faite par le Millenium Ecosystem Assessment.).

#### Critiques et limites du PSE
L'approche PSE (paiements pour services environnementaux) insiste plutôt sur l'utilité immédiate que l'économie, et la société, retirent du fonctionnement d'écosystèmes préservés alors que sa préservation a un coût (restauration, entretien, etc.) qui n'est généralement pas assumé par les bénéficiaires des services ; Rémunérer ceux qui participent à cette préservation semble donc juste. Il peut ainsi s'agir, au Nord, de rémunérer des pratiques agricoles compatibles avec une eau potable (cf. mesures agroenvironnementales instaurées à la suite de la mise en place de la politique agricole commune - PAC - en Europe, dans les années 1980; politique américaine de subventions agricoles instaurée dans les années 1920). Au Sud, les PSE ont d'abord eu pour objectif la conservation et la préservation des forêts (au Costa Rica, en 1997, par exemple). C'est d'abord en Amérique latine, sur des initiatives d'ONG environnementales, que sont apparus les PSE dans les pays en développement et émergents.
Les PSE sont aujourd'hui considérés ou testés comme des outils parfois efficaces (ex à Vittel) et apportant des réponses pragmatiques à des difficultés auxquelles sont confrontées les politiques environnementales traditionnelles ; mais :
- ils ne répondent généralement que partiellement aux problèmes. Selon Muradian et al. (2012)[73], Ostrom et Cole (2010)[74],[75], cités par la CDC Biodiversité (2014)[66] ce sont des outils économiques politiquement négociés pour les rendre acceptables, et qui ne cherchent pas « à saisir le véritable prix des services écosystémiques (et) sont plutôt des instruments politiques qui s’inscrivent dans des contextes institutionnels et écologiques complexes . Il s’ensuit que le choix des récipiendaires de paiements, issu d’un processus de négociation, répond à des considérations politiques qui conditionnent tant la légitimité que l’acceptabilité du mécanisme et donc, de manière rétroactive, son efficacité via la baisse de la probabilité d’occurrence des comportements opportunistes » ;
- après une première vague d'expérimentation, ils sont questionnés sur leur efficacité[76],[68] et le fait qu'ils semblent souvent sources de messages ambigus voire d'effets pervers (réels ou potentiels) ; ex. : rémunération de l'arrêt de certaines pratiques illégales), mais des auteurs estiment que dans certains contextes favorisant ces effets, la rémunération semble parfois plus efficace que l'application de la loi quand elle est trop affaiblie ou semble trop « injuste » pour qu'une action de coercition puisse être possible[77].

### Paiements pour préservation des services écosystémiques (PPSE)
Il s'agit d'une variante ou amélioration du PSE, qui vise à limiter certains des effets pervers du PSE (décrits plus haut).
En France : selon la loi, la protection de l'environnement est théoriquement du devoir de tous, mais malgré quelques exemples (protection des eaux de Vittel) dans les faits l'économie encourage souvent la destruction des ressources, plus que leur préservation. 
C'est contre ce phénomène que les PPSE veulent lutter. La CDC Biodiversité a produit à ce sujet en 2014 une étude sur la mise en œuvre des paiements pour préservation des services écosystémiques. Ce moyen de « mettre en place une rémunération contractuelle d'acteurs par d'autres acteurs en vue de restaurer ou de maintenir un ou plusieurs services écosystémiques  » remettrait « la biodiversité au cœur du système socio-économique pour rendre compte de la valeur sociale des écosystèmes » grâce à une rémunération des acteurs non pas considérée et présentée comme « une indemnisation de perte de revenus », mais sous la forme d'« un accompagnement technique, financier et institutionnel à l'investissement alternatif  » qui pourrait encourager des cercles vertueux où restaurer et protéger des services écosystémiques deviendrait plus profitable que les dégrader (par exemple, « un agriculteur qui serait rémunéré en échange de services pour améliorer la qualité de l'eau ». La CDC encourage à abandonner la notion de paiement pour services environnementaux au profit de celle de PPSE en associant mieux les gestionnaires d'espaces naturels (forestiers, agriculteurs) d'une part et les acteurs privés ou publics (entreprises, collectivités) d'autre part, avec en complément du principe pollueur-payeur un « principe bénéficiaire-payeur » plus solidaire et juste et qui en encourageant la renaturation et la conservation limiterait :
1. les risques d’ambiguïté liés à l'utilisation des outils du marché dans le domaine de l'environnement[83],[84], de dérive[85] vers une « marchandisation de la nature[86],[87] », note Laurent Piermont[88],[89]. Selon Laurent Piermont, « ce qui est échangé ce sont les services puisque l'objet de la transaction est l'action de l'homme, permettant de favoriser le maintien ou la préservation des écosystèmes » ;
2. et certains effets d'aubaine ; selon Aurélien Guingand (CDC), le point d'entrée des PPSE doit avant tout être écologique et il faut « passer d'une logique de compensation des surcoûts liés à la préservation de la biodiversité, à une logique d'investissement pour éviter les effets d'aubaine et les risques de chantage écologique ». Il faut aussi bien articuler le PPDE avec la législation pour éviter les effets pervers et développer une « gouvernance collective de l'action » pour rendre acceptable le mécanisme des PPSE[66].

## Métiers de l'environnement, liés aux services écologiques
En France, dans le cadre des suites du Grenelle Environnement et en particulier du plan de mobilisation pour les métiers de la croissance verte, l'Atelier technique des espaces naturels (GIP-ATEN) et la Formation professionnelle des adultes (AFPA) se sont vu confier la mission de contribuer à structurer une filière « biodiversité et services écologiques ». Ils consacreront 220 000 euros pour créer ou mettre à jour :
- un répertoire unique incluant les métiers de la biodiversité définis comme étant « ceux contribuant à la prise en compte des enjeux de biodiversité dans les autres activités économiques » ;
- un dénombrement des emplois existants ;
- un dictionnaire des compétences ;
- une cartographie de l’offre de formation professionnelle (formation initiale et continue).

#### France
- UICN (2014), Panorama des services écologiques fournis par les milieux naturels en France - volume 2.2 : Écosystèmes marins et côtiers
- UICN (2014), Panorama des services écologiques fournis par les milieux naturels en France - volume 2.4 : Écosystèmes montagnards
- UICN (2014), Panorama des services écologiques fournis par les milieux naturels en France - volume 2.3 : Écosystèmes urbains
- UICN (2014), Panorama des services écologiques fournis par les milieux naturels en France - volume 2.1 : Écosystèmes forestiers
- ECOSFIX (2015), un webdocument édité par la scop AGROOF consacré aux services écosystémiques des racines
- Parcours de volailles (2016), un webdocument édité par la scop AGROOF consacré aux services écosystémiques des parcours de volailles

#### Vidéographie
- Biodiversité et services écosystémiques (UVED), par Denis Couvet (à partir du Millenium Ecosystem Assessment de 2005)

- Notices dans des dictionnaires ou encyclopédies généralistes :   - Nationalencyklopedin
  - Store norske leksikon
- Notices d'autorité :   - BnF (données)
  - LCCN
  - GND
  - Israël
  - Tchéquie